# Kazna za oholog pukovnika
Kazna za oholog pukovnika je epizoda strip serijala Teks Viler objavljena u Srbiji u br. 18. obnovljene edicije Zlatne serije koju je pokrenuo Veseli četvrtak. Sveska je izašla 30. januara 2020. god. i koštala 350 dinara (3,45 $; 2,96 €). Imala je 125 stranica.

## Originalna epizoda
Epizoda je premijerno objavljena u Italiji pod rednim brojem 91 pod nazivom Vendetta indiana u izdanju Bonelija 1. maja 1968. godine. Epizodu je nacrtao Giiovanni Ticci, a scenario napisao Gianluigi Bonelli. Naslovnu stranu nacrtao je Aurelio Galleppini.

## Kratak sadržaj
U julu mesecu, nedaleko od Mak Elmo Krika na jugozapadau Kolorada, američka vojska predvođena pukovnikom Arlingtonom, iznenada napada indijansko selo Navajo plemena koje vodi poglavica Crni Los. Iako je Crni Los poglavica miroljubiv (diže američku zastavu u znak mira), pukovnik Arlington, koji predvodi napad, naređuje potpuno uništenje sela. Arlington je pun mržnje prema indijancima i ne želi da uopšte razmotri mirno opciju koja ne bi uključivala masakr. Jedna od preživelih je i Našija, žena ratnika Šedara, koja se zaklinje da će osvetiti svog muža i sve pobijene samplemenike.
Po povratku u kasarnu Fort Luis, pukovnik zahteva od kapetana da potpiše izveštaj u kome stoji da je vojska bila izazvana i morala da uzvrati vatrom. Nakon što kapetan odbija da potpiše takav izveštaj, pukovnik mu preti da će ga uhapsiti. Za to vreme, Teks koji je poverenik za indijanska pitanja, razgovara sa ostalim plemenima Navaho indijanaca koji se spremaju za osvetu. Teks ih moli da sačekaju dok on ne razgovara sa pukovnikom i istraži problem. Nakon odlaska u Fort Luis, pukovnik ga uz psovke izbacuje iz kancelarije, ali pošto mu Teks uzvraća istom merom, pukovnik naređuje da se Teks stavi u zatvor. Vojnici, koji su na Teksovoj strani, omogućuju mu da se noću neopaženo iz zatvora. Pre nego što pobegne iz kasarne, Teks u sred noću ulazi u baraku puk. Arlington i prebije ga. Nakon toga, Teks se vraća među indijance i zakazuje skup svih plemena. Indijanci žele osvetu, ali Teks im objašnjava da će osveta (uništenje celog puka) još više razbesneti američku vojsku koja će im uzvratiti još većom merom. Umesto osvete, Teks predlaže razumniji plan.

## Bihevioralna psihologija
Pukovnik Arlington žrtva je tzv. kognitivne prečice u razmišljanju pod nazivom eskalacija obaveze (escalation of committment) ili zablude nepovratnog troška (sunk cost fallacy). Iako neprekidno nailazi na dokaze kako je njegova strategija borbe sa indijancima loša i stvara neprekidne troškove, pukovnik uporno nastavlja da donosi pogrešne odluke o tome kako indijance treba dokrajčiti. Ovo mu na kraju donosi tragičan završetak.

## Prethodno objavljivanje
Ova epizoda već je objavljena u originalnoj Zlatnoj seriji #18 početkom 1969. godine pod istoimenim nazivom.

### Dnevnikova naslovnica
"Dnevnik je za ovu epizodu pozajmio naslovnicu iz originalne epizode #3 Fuorilegge, samo sto su skinuli slova sa "dokumenta" na naslovnici, jer je to bila potjernica, a to za ovu priču ne bi imalo smisla. Pošto su Dnevnikovci također promijenili i naslov stripa sa Indijanska pravda u Kazna za oholog pukovnika taj sada “prazni dokumenat” s naslovnice ZS 18 predstavlja "kaznu" za pukovnika Arlingtona u obliku otpusta iz vojske. Originalna italijanska naslovnica #91 je detaljnija, ali ni Dnevnikova "obrada" naslovnice #3 nije loša pošto su oni složili i naslov i naslovnicu na dosta logičan način".
Dnevnik je originalnu naslovnicu za ovu epizodu objavio kao naslovnicu za LMS66: Šaka mrtvaca.

### Naslovnice Veselog četvrtka
Veseli četvrtak je za ovu reprizu napravio izdanje sa tri naslovne stranice. Naslovna strana A je bila originalna koju je uradio Aurelio Galleppini, naslovnicu B nacrtao je Bane Kerac, dok je za naslovinicu C uzeta "pogrešna" naslovna strana Aurelio Galleppinija iz #18 originalne Zlatne serije.

### Teksovo indijansko ime
U izdanju Zlatne serije iz 1969. godine Teksovo indijansko ime je Crni orao, a ne Noćni orao.

## Prethodna i naredna sveska
Prethodna sveska ZS sadržala je epizodu Mister No pod nazivom Priča o junaku (ZS-17), dok je nazredna bila epizoda Dilan Doga pod nazivom Vila "Serena" (ZS-19).